# Julio César Baldivieso
Julio César Baldivieso Rico (Cochabamba, 2 de diciembre de 1971) es un exfutbolista, político, director deportivo y entrenador boliviano. Actualmente se desempeña como entrenador del Always Ready de la Primera División de Bolivia.
Considerado uno de los mejores jugadores bolivianos de todos los tiempos, fue jugador internacional absoluto con la Selección de Bolivia desde 1991 hasta 2005. Es el quinto futbolista con mayor cantidad de goles con 17 tantos convertidos en 85 apariciones.
Como entrenador fue campeón con Aurora del Clausura 2008, con la particularidad de debutar como director técnico aquel año y logrando el segundo título del club luego de 45 años. Fue entrenador de la selección de Bolivia desde 2015 hasta mediados de 2016 y de la selección de Palestina en 2018, convirtiéndose en el primer entrenador boliviano en dirigir una selección extranjera.

## Trayectoria
Comenzó su carrera en el Wilstermann, tras 5 temporadas pasó a filas del Club Bolívar. Su gran talento lo llevó al extranjero jugando en los clubes Newell's Old Boys de Argentina, Yokohama Marinos de Japón, Barcelona de Ecuador, Cobreloa de Chile y Al Rayyan de Catar. También se desempeñó en el Deportivo Quevedo de Ecuador donde además de jugar, también fue el segundo entrenador por algunos partidos durante el 2003. En ese mismo año Retorno a Bolivia y vistió las camisetas del Aurora y del club Wilstermann, ambos cuadros representativos de Cochabamba, para luego fichar con The Strongest y posteriormente con Bolívar. El Caracas FC de Venezuela fue su penúltimo equipo en el extranjero ya que para el año 2005 volvió al Fútbol Ecuatoriano. Luego de idas y venidas de varios clubes Bolivianos, firmó con el Club Aurora de Cochabamba hasta el año 2008 en donde colgaría las botas como Futbolista profesional.

## Selección nacional
Debutó en la Selección de fútbol de Bolivia en 1991 en el sudamericano Sub-20 desarrollado en Puerto Ordaz, Venezuela. En donde el llevaba puesto el cintillo de capitán en la selección condición que ostentaría diez años más tarde gracias al retiro voluntario de Marco Etcheverry de la selección mayor. Luego llegaría a la selección que logra clasificar por primera vez por méritos propios a la Copa Mundial de Fútbol de 1994 en Estados Unidos, donde jugó su primer y único mundial. En 1997 disputa junto con su selección la final de la Copa América de 1997 en su país perdiendo ante el campeón del mundo de ese entonces que era Brasil.
En años posteriores fue jugador fijo en la selección Boliviana y disputó la Clasificación de Conmebol para la Copa Mundial de Fútbol de 1998 y la Clasificación de Conmebol para la Copa Mundial de Fútbol de 2002 y algunos encuentros para la Clasificación de Conmebol para la Copa Mundial de Fútbol de 2006.
El jueves 27 de agosto de 2015 cumple su sueño y es nombrado como nuevo entrenador de la Selección de fútbol de Bolivia para encarar las Eliminatorias a Rusia 2018. El 4 de julio de 2016 es cesado como entrenador de la Selección Boliviana por malos resultados y mal manejo de grupo. Dirigió 11 partidos (6 por Eliminatorias, 3 por Copa América Centenario y 2 amistosos) de los cuales perdió 10 juegos y ganó uno solo, a Venezuela 4-2 en La Paz por las Eliminatorias.
A principios del año 2018 es contratado para dirigir a la selección de fútbol de Palestina con el propósito de encarar la Copa Asiática 2019 y preparar al equipo de cara a las eliminatorias del mundial de Catar 2022. Pero sorpresivamente para el mes de abril decide renunciar al seleccionado asiático por muchos motivos entre ellos los problemas políticos que se viven en el país y la poca logística que se tenía para implantar su trabajo.

### Participaciones enCopas América
| Torneo                 | Sede                   | Resultado              | PJ | Goles |
| ---------------------- | ---------------------- | ---------------------- | -- | ----- |
| Copa América 1991      | Chile                  | Fase de grupos         | 4  | 0     |
| Copa América 1993      | Ecuador                | Fase de grupos         | 3  | 0     |
| Copa América 1995      | Uruguay                | Cuartos de final       | 4  | 0     |
| Copa América 1997      | Bolivia                | Subcampeón             | 5  | 2     |
| Copa América 2001      | Colombia               | Fase de grupos         | 3  | 0     |
| Total en Copas América | Total en Copas América | Total en Copas América | 19 | 2     |

### Participaciones enCopa Mundial de Fútbol
| Mundial          | Sede           | Resultado      | PJ | Goles |
| ---------------- | -------------- | -------------- | -- | ----- |
| Mundial USA 1994 | Estados Unidos | Fase de grupos | 2  | 0     |

### Participaciones enEliminatorias al Mundial
| Eliminatoria al Mundial                     | Sede del Mundial       | Posición               | Resultado              | PJ | Goles |
| ------------------------------------------- | ---------------------- | ---------------------- | ---------------------- | -- | ----- |
| Eliminatorias Mundial USA 1994              | Estados Unidos         | 2°lugar 11pts Grupo B  | Clasificado            | 7  | 0     |
| Eliminatorias Mundial de Francia 1998       | Francia                | 8°lugar 17pts          | Eliminado              | 8  | 2     |
| Eliminatorias Mundial de Corea y Japón 2002 | Corea del Sur y Japón  | 7°lugar 18pts          | Eliminado              | 11 | 6     |
| Eliminatorias Mundial de Alemania 2006      | Alemania               | 10°lugar 14pts         | Eliminado              | 6  | 1     |
| Total en Eliminatorias                      | Total en Eliminatorias | Total en Eliminatorias | Total en Eliminatorias | 32 | 9     |

### Participaciones enCopas América
| Torneo                  | Sede           | Selección | Resultado      | Partidos Dirigidos |
| ----------------------- | -------------- | --------- | -------------- | ------------------ |
| Copa América Centenario | Estados Unidos | Bolivia   | Fase de grupos | 3                  |

### Participación enEliminatorias al Mundial
| Eliminatoria                        | Sede del Mundial | Selección | Posición      | Resultado | Partidos Dirigidos |
| ----------------------------------- | ---------------- | --------- | ------------- | --------- | ------------------ |
| Eliminatorias Mundial de Rusia 2018 | Rusia            | Bolivia   | 9°lugar 14pts | Eliminado | 6                  |

## Estadísticas

### Como jugador
| Temporada | Club              | País           |
| --------- | ----------------- | -------------- |
| 1987      | Jorge Wilstermann | Bolivia        |
| 1988      | Jorge Wilstermann | Bolivia        |
| 1989      | Jorge Wilstermann | Bolivia        |
| 1990      | Jorge Wilstermann | Bolivia        |
| 1991      | Jorge Wilstermann | Bolivia        |
| 1992      | Bolívar           | Bolivia        |
| 1993      | Bolívar           | Bolivia        |
| 1994      | Bolívar           | Bolivia        |
| 1994-95   | Newell's Old Boys | Argentina      |
| 1995-96   | Newell's Old Boys | Argentina      |
| 1996      | Bolívar           | Bolivia        |
| 1996-97   | Newell's Old Boys | Argentina      |
| 1997      | Yokohama Marinos  | Japón          |
| 1998      | Yokohama Marinos  | Japón          |
| 1999      | Jorge Wilstermann | Bolivia        |
| 1999      | Barcelona         | Ecuador        |
| 2000      | Barcelona         | Ecuador        |
| 2000      | Bolívar           | Bolivia        |
| 2001      | Cobreloa          | Chile          |
| 2001-02   | Al-Nasr           | Arabia Saudita |
| 2002      | Aurora            | Bolivia        |
| 2002-03   | Al-Nasr           | Arabia Saudita |
| 2003-04   | Al-Nasr           | Arabia Saudita |
| 2003      | Aurora            | Bolivia        |
| 2003-04   | Al-Wakra          | Catar          |
| 2004-05   | Caracas FC        | Venezuela      |
| 2005      | Deportivo Quevedo | Ecuador        |
| 2005      | Jorge Wilstermann | Bolivia        |
| 2006      | The Strongest     | Bolivia        |
| 2007      | Aurora            | Bolivia        |
| 2008      | Aurora            | Bolivia        |

### Como entrenador
| Club                    | País      | Año           | Ref    |
| ----------------------- | --------- | ------------- | ------ |
| Aurora                  | Bolivia   | 2008 – 2009   | [ 6 ]  |
| Aurora                  | Bolivia   | 2011          | [ 7 ]  |
| Real Potosí             | Bolivia   | 2012          | [ 8 ]  |
| Aurora                  | Bolivia   | 2012          | [ 9 ]  |
| Nacional Potosí         | Bolivia   | 2013          | [ 10 ] |
| San José                | Bolivia   | 2014          | [ 11 ] |
| Jorge Wilstermann       | Bolivia   | 2014          | [ 12 ] |
| Universitario de Sucre  | Bolivia   | 2015          | [ 13 ] |
| Selección de Bolivia    | Bolivia   | 2015 – 2016   | [ 14 ] |
| Carabobo FC             | Venezuela | 2017          | [ 15 ] |
| Selección de Palestina  | Palestina | 2018          | [ 16 ] |
| Always Ready            | Bolivia   | 2019          | [ 17 ] |
| Aurora (asesor técnico) | Bolivia   | 2019          | [ 18 ] |
| Aurora                  | Bolivia   | 2020          |        |
| Palmaflor               | Bolivia   | 2021          |        |
| Royal Pari              | Bolivia   | 2022          | [ 19 ] |
| Always Ready            | Bolivia   | 2022          | [ 20 ] |
| Gualberto Villarroel    | Bolivia   | 2024          | [ 21 ] |
| San Antonio Bulo Bulo   | Bolivia   | 2025          |        |
| Always Ready            | Bolivia   | 2025-presente |        |

### Como gerente
| Club                           | País    | Año         |
| ------------------------------ | ------- | ----------- |
| Selección de fútbol de Bolivia | Bolivia | 2023 - 2024 |

## Palmarés

### Como jugador
Títulos nacionales
| Título               | Club    | Edición |
| -------------------- | ------- | ------- |
| Campeonato Boliviano | Bolívar | 1992    |
| Campeonato Boliviano | Bolívar | 1994    |
| Campeonato Boliviano | Bolívar | 1996    |

### Torneos nacionales
| Título           | Club   | País    | Edición       |
| ---------------- | ------ | ------- | ------------- |
| Primera División | Aurora | Bolivia | Clausura 2008 |

## Vida personal
Es hijo de Enrique Baldivieso y Ruth Rico. Se casó con Debora Ferrufino, con la cual tiene tres hijos Pablo Mauricio, Valeria Fernanda y Sebastián Nascer.